# Aloe armatissima
Aloe armatissima (укр. Алое арматісіма, Алое озброєне)  — сукулентна рослина роду алое.

## Етимологія
Видова назва походить від лат. armatus — озброєний за видатні зубці по краях листя.

## Морфологічна характеристика
Одиночні рослини, без стебла. Листя 10-14, прямі, 30-50 x 9-17 см, зелені з численними блідими плямами. Зубчики близько 5 мм завдовжки і 8-17 мм один від одного. Суцвіття прямостоячі, 170 см, розгалужені. Циліндричні китиці, квіти лимонно-жовтого кольору. Схоже на Aloe castellorum, від якого відрізняється більш широким, блакитно-зеленим листям і розгалуженими суцвіттями.

## Місця зростання
Зростає у Саудівській Аравії у провінції Хіджаз.

## Умови зростання
Мінімальна температура — + 10 °C. Надає перевагу сонячним місцям або легкій тіні. Посухостійка рослина.